# 市來玲奈
市來 玲奈（いちき れな、1996年〈平成8年〉1月22日 - ）は、日本テレビのアナウンサー。元女優、元競技ダンサー、元ボールルームダンサー、元アイドル、女性アイドルグループ乃木坂46の元メンバー。愛称は、れなりん。

## 来歴

### ダンサー・アイドル・女優・学生時代
小学5年生の頃、通っていた学習塾と同じビルに所在するダンス教室の体験教室に参加した際、幼少期からバレエやヒップホップに親しんでいたことから適性を見いだされ、競技ダンス選手を育成するダンス教室を紹介された。ダンス教室に所属後、小学6年生から競技ダンスを始めた。社交ダンスの競技では特にラテンダンスが得意だった。
2006年（平成18年）11月19日、『全関東ダンス選手権大会』のアマチュア・ジュブナイル・ラテンアメリカン部門で1位になった。
2007年（平成19年）8月19日、『第2回オールジャパン・ジュニア・ダンススポーツカップ』で日本人首位になった。同年10月9日、ロンドンの国際大会『インターナショナル選手権』に競技ダンス選手として出場した。
2008年（平成20年）、日本ダンススポーツ連盟・強化選手ノミネートリストに選出された。同年4月、船橋市立海神中学校へ進学。4月13日、『ダンススポーツグランプリin大阪』のスタンダード・ジュニア部門で4位になった。同年6月8日、『東部日本ダンス選手権大会』のアマチュア・ジュニア・ラテンアメリカン部門で1位になった、アマチュア・ジュニア・スタンダード部門で2位になった。同年6月14日、『日本インターナショナルダンス選手権』のアマチュア・スタンダード・ジュニア部門で4位になった。
2009年（平成21年）3月1日、『全日本選抜ダンス選手権』のアマ・ジュニアダンス選手権・ラテン部門で2位になった。同年3月2日、『全日本選抜ダンス選手権』のアマ・ジュニアダンス選手権・ラテン部門で5位になった。同年7月19日、『全日本選手権・ジュニア10ダンス選手権大会』で6位になった。
日本ダンススポーツ連盟・2010年強化選手リストに選出された。これを機に千葉県のダンススタジオに所属した。2010年（平成22年）3月6日、『スーパージャパンカップ』のアマチュア本選ラテン部門に出場した。3月7日、ジュニアスタンダード・ラテン部門に出場した。
2011年（平成23年）4月、早稲田大学本庄高等学院に進学。
同年8月21日、乃木坂46の1期生オーディションに合格。オーディションでは大塚愛の「プラネタリウム」を歌唱した。暫定選抜メンバーに選ばれ、立ち位置は前列だった。アイドルになろうと思った理由は、富山県に住んでいる祖父母にテレビに映る自分の姿を見せてあげたかったからであり、アイドルのオーディションを受験したのは乃木坂46が初めてだった。
2012年（平成24年）2月22日、乃木坂46の1stシングル「ぐるぐるカーテン」でCDデビュー。グループでは1stシングル「ぐるぐるカーテン」から4thシングル「制服のマネキン」まで選抜メンバーに選出されたが、福神には選出されなかった。
グループの5thシングル「君の名は希望」では選抜メンバーに選出されなかったが、『ぐるナイ 中華ゴチ&要チェックな人々集合2時間SP』（2013年4月11日、日本テレビ）の「ピッタンコチョイス」コーナーに白石麻衣・高山一実・能條愛未・松村沙友理と共に出演した。
2014年（平成26年）3月、母親が卒業した第一志望の早稲田大学文学部（母親が卒業したころの学部名は第一文学部）へ内部進学。同年6月26日、学業に専念するため乃木坂46からの卒業予定を発表し、同年7月21日をもって乃木坂46を卒業した。同年11月1日には乃木坂46の早稲田大学学園祭ライブにサプライズ出演した。
2015年（平成27年）4月、ミライプロダクションに所属。同年8月2日、すみだ産業会館で開催された『日本プロフェッショナルボールルームダンサーズ協会主催 NBDAダンススポーツ競技会』の「DSCJ1級戦 スタンダード部門」にTBSアナウンサーの山本匠晃とカップル組で出場。初出場ながら、ワルツとスローフォックストロットの両競技種目で1位を獲得し、初優勝を飾った。また、競技会の様子は『中居正広の金曜日のスマたちへ（現・金曜日のスマイルたちへ）』内で放送され、今後も山本匠晃カップルとして競技会等に出場していくことが発表された。
2016年（平成28年）、『さざ波ラプソディー』で映画初主演。
2017年（平成29年）2月3日、日本テレビのアナウンサー職に内定したことが報じられる。2018年（平成30年）2月17日、主演映画『9 〜ナイン〜』の公開初日舞台あいさつにおいて、初めて入社予定であることを認めた。

### アナウンサー時代
2018年4月、アナウンサーとして日本テレビに入社。同年6月27日、午前枠の『ZIP!』、『スッキリ』、『PON!』の生放送番組3本にて、同期のアナウンサーらと共にお披露目され、正式にアナウンサーとしてテレビデビューした。同年7月26日、初めて出演した公のイベントである「超☆汐留パラダイス! 2018SUMMER」のキックオフイベントでは、今後の抱負として何にでも対応できる「カメレオンアナウンサー」を目標に掲げた。同年8月19日、『行列のできる法律相談所』の生放送にて、10月より先輩アナウンサーの徳島えりかの後任として同番組3代目秘書（アシスタント）を務めることが発表された。同じく10月より『news zero』で月 - 水曜日のカルチャー・お天気を担当。また、『行列のできる法律相談所』の3代目アシスタントに10月14日の放送分より就任した。
2019年（令和元年）10月2日から早朝枠報道番組『Oha!4 NEWS LIVE』で毎週水曜日担当のメインキャスターに就任。
2020年（令和2年）1月29日、テレビ番組『乃木坂どこへ』（日本テレビ）に郡司恭子とともに出演。乃木坂46卒業後初めて後輩となる4期生10名と「ぐるぐるカーテン」を踊る。
2021年（令和3年）7月3日、音楽特番『THE MUSIC DAY 2021 音楽は止まらない』にて乃木坂46の結成10周年記念のスペシャルメドレーに一部参加し、卒業以来7年ぶりにステージ共演した。
2022年（令和4年）2月からの日本テレビ『I LOVE みんなのどうぶつ園』とNHK『家族になろうよ』の共同プロジェクトで、NHKの『家族になろうよ』（2月23日放送）に出演することになった。同年7月2日、音楽特番『THE MUSIC DAY 2022 世代をつなぐ名曲』にて、Perfumeとのダンスコラボ企画に王林、村上佳菜子と共に出演、『チョコレイト・ディスコ』を披露した。

## 人物
乃木坂46の元メンバーだった生田絵梨花・新内眞衣とは同じ誕生日で、市來が生田の1歳年上であり、新内の4歳年下である。。日向坂46の佐々木久美とは生年月日が同じ縁で親友である。

## 作品

### シングル
乃木坂46
- ぐるぐるカーテン（2012年2月22日、SRCL-7900/6） - EAN 4988009051550。
- 乃木坂の詩（2012年2月22日、SRCL-7900/1） - EAN 4988009051550。
- 会いたかったかもしれない（2012年2月22日、SRCL-7902/3） - EAN 4988009051567。
- 失いたくないから（2012年2月22日、SRCL-7904/5） - EAN 4988009051581。
- 白い雲にのって（2012年2月22日、SRCL-7906） - EAN 4988009051598。
- おいでシャンプー（2012年5月2日、SRCL-7966/72） - EAN 4988009052243。
- 心の薬（2012年5月2日、SRCL-7966/72） - EAN 4988009052243。
- ハウス!（2012年5月2日、SRCL-7972） - EAN 4988009052298。
- 走れ!Bicycle（2012年8月22日、SRCL-8058/64） - EAN 4988009052861。
- 人はなぜ走るのか?（2012年8月22日、SRCL-8060/1） - EAN 4988009052892。
- 音が出ないギター（2012年8月22日、SRCL-8062/3） - EAN 4988009052908。
- 制服のマネキン（2012年12月19日、SRCL-8201/8） - EAN 4988009056432。
- 指望遠鏡（2012年12月19日、SRCL-8201/8） - EAN 4988009056432。
- やさしさなら間に合ってる（2012年12月19日、SRCL-8201/8） - EAN 4988009056432。
- 指望遠鏡〜アニメ版〜（2012年12月19日、SRCL-8208） - EAN 4988009056487。
- 13日の金曜日（2013年3月13日、SRCL-8255/6） - EAN 4988009080840。
- 扇風機（2013年7月3日、SRCL-8317/8） - EAN 4988009084732。
- 人間という楽器（2013年7月3日、SRCL-8317/8） - EAN 4988009084756。
- 生まれたままで（2014年4月2日、SRCL-8524/5） - EAN 4988009092300。
- ここにいる理由（2014年7月9日、SRCL-8567/8） - EAN 4988009094236。
- 世界中の隣人よ（2020年5月25日）[51]

### アルバム
乃木坂46
- 透明な色（2015年1月7日、SRCL-8662/7） - EAN 4988009099934。
- 僕だけの君〜Under Super Best〜（2018年1月10日、SRCL-9630/7） - EAN 4547366336214。
- Time flies（2021年12月15日、SRCL-12020/30） - EAN 4547366534184。

### 映像作品
- 市來玲奈×白石達也（2012年2月22日） - EAN 4988009051581。
- 市來玲奈×掛川康典（2012年5月2日） - EAN 4988009052250。
- AKB48 リクエストアワー セットリストベスト100 2012（2012年6月13日） - EAN 4580303210611。
- さばドル（2012年7月25日） - EAN 4534530055859。
- 市來玲奈×平野啓一郎（2012年8月22日） - EAN 4988009052892。
- 市來玲奈（2012年12月19日） - EAN 4988009056456。
- 市來玲奈×山岸聖太（2013年3月13日） - EAN 4988009080833。
- 16人のプリンシパル@PARCO劇場ダイジェスト（2013年7月3日） - EAN 4988009084725。
- 初夏の全力! 乃木坂46大運動会（2013年7月3日） - EAN 4988009084732。
- 市來玲奈（2013年11月27日） - EAN 4988009087900。
- 乃木坂46 1ST YEAR BIRTHDAY LIVE 2013.2.22 MAKUHARI MESSE（2014年2月5日） - EAN 4988009090900。
- NOGIBINGO!（2014年3月7日） - EAN 4988021109758。
- Creator's Etude 倉持裕編（2014年4月2日） - EAN 4988009092294。
- 乃木坂46 2ND YEAR BIRTHDAY LIVE 2014.2.22 YOKOHAMA ARENA（2015年6月17日） - EAN 4988009110134。
- 悲しみの忘れ方 Documentary of 乃木坂46（2015年11月18日） - EAN 4988104099327。
- 乃木坂どこへ 第2巻（2020年8月7日） - EAN 4988021140317, EAN 4988021140317。

## 出演
太字は出演中。

### 乃木坂46時代

#### テレビ
- 乃木坂浪漫（2012年5月3日・8月24日、テレビ東京）[52]
- 中居正広の金曜日のスマイルたちへ（2015年11月13日、TBS）金スマ社交ダンス部[34]

#### 映画
- サンタクロースズ（2015年12月4日 - 10日、東京・ユーロライブ）佐伯小夜 役[5]
- さざ波ラプソディー（2017年1月20日）主演・佐伯小夜 役[35]
- 東京ボーイズコレクション 〜エピソード1〜 前編（2017年3月25日）[53]
- 9 〜ナイン〜（2018年2月17日）主演・佐伯小夜 役[37]

#### ミュージック・ビデオ
- SHiNSENGUMi「Teenage Love」（2017年）

#### イベント
- ロヂャース杯争奪 第15回 東京インターナショナルオープンダンススポーツ選手権（2013年3月9日 - 10日、日本ダンススポーツ連盟）インタビュアー & プレゼンター[54]

### 日本テレビアナウンサー時代
太字は、2025年4月1日時点で、出演中の番組
- 日テレNEWS24（平日昼枠・不定期）- キャスター
- 今夜くらべてみました（2018年7月18日）[55]
- news zero（2018年10月1日 - 2019年9月25日）- 月 - 水曜カルチャー・お天気キャスター[43]
- 行列のできる法律相談所→行列のできる相談所（2018年10月14日 - 2025年3月30日）- 3代目秘書MC[41]
- オードリーのNFL倶楽部（2019年9月14日 - 2020年2月14日）- アシスタント
- Oha!4 NEWS LIVE（日テレNEWS24制作）- メインキャスター[56]
  - 水曜担当（2019年10月2日 - 2020年9月16日）
  - 火曜担当（2024年10月1日 -2025年3月28日 ）
- news every.
  - 金曜担当サブキャスター[注 2]（2019年10月4日 - 2020年9月25日）
  - 月〜水曜担当サブキャスター（2020年9月28日 - 2021年9月29日）
  - 木・金曜担当サブキャスター（2021年10月7日 - 2024年3月22日）
  - 年末年始版メインキャスター（2021年12月30日・31日）
- Going!Sports&News（2021年10月2日 - 2023年9月30日）- 土曜アシスタント[57][注 3]
- バズリズム02（2021年10月16日 - ）- 進行
- ヒルナンデス! - ニュースコーナー担当
  - 火曜担当（2023年10月3日 - 2024年3月26日）
  - 月曜担当（2024年4月1日 - ）
- ストレイトニュース（2024年4月1日 - 2025年3月28日）- 月曜キャスター
- 深層NEWS（BS日テレ、2024年4月2日 - 9月24日）- 火曜サブキャスター
- ZIP!（2025年3月31日 - ） - SHOWBIZコーナー担当
- あの坂道をのぼって話そう（2025年4月17日 - 、Hulu）[注 4][58]
- 齋藤飛鳥の今夜は飲んで帰ろう（2025年7月5日 - 7月26日） - ナレーション

## 書籍

### 写真集
- 季刊 乃木坂 vol.2 初夏（2014年6月12日、東京ニュース通信社）[59]

### 雑誌連載
- 月刊ダンスビュウ（2012年1月27日、2013年4月27日、モダン出版）[60]

## その他
- 一日警察署長 愛宕警察署（2021年12月15日）[61]